# Barylypa scelerosa
Barylypa scelerosa là một loài tò vò trong họ Ichneumonidae.